# Бараке, Мухаммед
Мухаммед Бараке (араб. محمد بركة‎;ивр. מוחמד ברכה‎, родился 29 июля 1955) — израильский политик арабского происхождения, член Кнессета от партии ХАДАШ, в которой он является генеральным секретарём.

## Биография
Родился в Шфараме, Бараке изучал математику в Университете Тель-Авива. Он впервые был вовлечён в политическую деятельность во время обучения в университете в конце 1970 и начале 1980-х. Являлся главой Ассоциации арабских студентов в Израиле и одним из основателей и основных активистов группы «КАМПУС» (иврит — קמפו"ס — акроним «Группа студенческой социальной и политической деятельности»), которая объединяла левое крыло как еврейских, так и арабских студентов, ведших совместную борьбу против оккупации Западного берега реки Иордан и сектора Газа, а также за полное равенство арабов в Израиле.
В это время Бараке приобрёл обширные политические связи и личные дружеские отношения с еврейскими сокурсниками, многие из которых продолжаются до настоящего времени. Во время обучения в университете, Бараке арендовал квартиру в одном из старых зданий на бульваре Ротшильд в центре Тель-Авива. Там он прожил много лет. Его квартира была хорошо известным местом встреч и политических заседаний, а также местом проведения шумных студенческих посиделок до глубокой ночи.
Среди многочисленных политических акций, в которых он принимал участие, была первая демонстрация против войны в Ливане (7 июня 1982 года, была разогнана полицией с применением насилия) .
После окончания учёбы, Бараке вернулся в свой родной город Шефарам,  и занялся политической деятельностью в местном отделения Маки.
Он был впервые избран в кнессет в 1999, и был переизбран в 2003, 2006, 2009 и 2013. С 2003 года он служил заместителем спикера кнессета.

## Обвинения
1 ноября 2009 года Бараке были предъявлены уголовные обвинения по четырём пунктам:
- нападение на полицейского при исполнении служебных обязанностей 28 апреля 2005 года
- нападение на фотографа 22 июля 2006 года
- оскорбление государственного служащего (полицейский) 5 августа 2006 года
- нападение на полицейского при исполнении служебных обязанностей 7 июля 2007 года.

Подобные преступления караются тюремными сроками от шести месяцев до пяти лет. Барак был дан месячный срок, чтобы решить, хочет ли он использовать свой парламентский иммунитет или предстать перед судом.
В ноябре 2012 года Мировой суд Тель-Авива постановил, что Бараке «не сможет прикрыться депутатской неприкосновенностью от обвинений в нападении на Ицхака Ханани во время антивоенной демонстрации в 2006 году». По двум другим жалобам против Бараке («оскорбление офицера полиции и нападении на бойца спецназа») суд постановил, что он не предстанет перед судом, воспользовавшись депутатской неприкосновенностью.